# Sanning och konsekvens (samhällsprogram)
Sanning och konsekvens är ett samhällsprogram som visades i TV3 under hösten 2011. Reportrar var Sanna Lundell, Ami Hedenborg, Robert Aschberg och Jenny Gourman Strid. Programmet lades ner efter en säsong på grund av dåliga tittarsiffror.